# Sunnlendingahæð
Sunnlendingahæð är ett berg i republiken Island. Det ligger i regionen Norðurland vestra, 130 km nordost om huvudstaden Reykjavík. Toppen på Sunnlendingahæð är 884 meter över havet.
Trakten runt Sunnlendingahæð är nära nog obefolkad, med mindre än två invånare per kvadratkilometer. Det finns inga samhällen i närheten. Trakten runt Sunnlendingahæð är permanent täckt av is och snö.